# Kiarasari (Compreng)
Kiarasari is een bestuurslaag in het regentschap Subang van de provincie West-Java, Indonesië. Kiarasari telt 5675 inwoners (volkstelling 2010).